# اس‌تی‌وی بلک جک
اس‌تی‌وی بلک جک (به انگلیسی: STV Black Jack) یک کشتی بود. این کشتی  در سال ۱۹۰۴ ساخته شد.